# Liste der Monuments historiques in Boubiers
Die Liste der Monuments historiques in Boubiers führt die Monuments historiques in der französischen Gemeinde Boubiers auf.

## Liste der Bauwerke
| Bezeichnung                          | Beschreibung              | Standort | Kennzeichnung | Schutzstatus | Datum | Bild           |
| ------------------------------------ | ------------------------- | -------- | ------------- | ------------ | ----- | -------------- |
| Kirche St-Gilles-St-Leu und Friedhof | Erbaut im 12. Jahrhundert | (Lage)   | PA00114540    | Classé       | 1942  | weitere Bilder |

## Liste der Objekte
- Monuments historiques (Objekte) in Boubiers in der Base Palissy des französischen Kultusministeriums